# Svitava (vattendrag)
Svitava är ett vattendrag i Tjeckien.   Det ligger i regionen Södra Mähren, i den sydöstra delen av landet, 190 km sydost om huvudstaden Prag.